# Svarttjärnen (Arnäs socken, Ångermanland)
Svarttjärnen är en sjö i Örnsköldsviks kommun i Ångermanland och ingår i Idbyåns huvudavrinningsområde.